# 武者修行
武者修行（むしゃしゅぎょう）とは、武士が諸国を遍歴して武芸をはじめとする武士として必要な知識・技能・精神力を獲得して己の資質を高めようとした行為。
現代では、他の土地や外国へ行って学問・技芸を鍛錬することをいう。

## 解説
武者修行が行われ始めたのは戦国時代とされる。当時は戦乱の中で剣術などの武芸を磨くことの認識が高まっていた。また、諸国の大名や領主も優れた人材を求める様になり、浪人になった武士が己を高めながら仕官すべき主君を求めたという事情もあった。また、商業活動の活発化によって各地に都市が形成され、それらをつなぐ交通網も整備されたことで旅をする条件が整えられたという側面もあった。
戦国期の武者修行でもっとも盛んであったのは、兵法修行と呼ばれる剣術を中心とした武芸の修行である。修行者は各地を旅して現地の使い手と仕合を行ったり、互いが持つ兵法を師事・伝授した。こうした中で様々な武芸の流派の勃興・発展を遂げ、異なる流派間の交流や競合も行われた。
江戸時代に入ると、社会が平和になり、秩序の安定化や各流派が保守化で他流仕合が敬遠されるようになったために武者修行は衰退していった。だが、対外的な危機が指摘されるようになった天保から幕末にかけて再び武者修行が盛んになる。諸藩で武芸振興の動きが強まり、各地の藩士が（脱藩とみなされないように）藩の許可を得て諸国を巡り他流仕合などを積極的に行うようになった。武者修行の復活は藩士レベルでの他藩間の交流を深めることになり、幕末の政情にも少なからぬ影響を与えた。また、修行者が書き記した「諸国英名録」といった記録や日記が後世に伝えられ、当時の情勢を知る史料となっている。特に佐賀藩の牟田高惇は修業に赴いた際の記録を詳細に残している。